# 智己・L7
智己L7（英:IM L7）は、智己汽車から販売された電気自動車の高級セダンである。

## 歴史
2020年12月、上海汽車集団、アリババグループ、浦東新区のジョイントベンチャーとして智己汽車が設立された。
2021年1月13日、試作車が公開された。
2021年4月19日、上海モーターショーにおいて市販モデルが公開された。
2022年6月、納車を開始した。

## 仕様

### 動力
リアに250kW、フロントに175kWの永久磁石同期モーターを搭載する。
バッテリーは93kWhの三元系リチウムイオン電池。CLTC航続距離は615kmとなっている。
また、車本体のワイヤレス充電に対応している。

### 装備
NVIDIA Jetson Xavier、LIDAR、12個のカメラ、5個のミリ波レーダー、12個の超音波センサー、5G接続モジュールで構成された独自の先進運転支援システムを搭載しており、車線変更や信号の認識にも対応した高度な支援を実現している。
インテリアはシンプルなものとなっており、ダッシュボードには26.3インチと12.3インチのディスプレイを備える。
DynamicとProの2つのグレードがラインナップされ、Proでは車外ディスプレイや自動ドアが追加される。

### 価格
Dynamicは36万元、Proは40万元からとなっている。